# Selommes
Selommes est une commune française située dans le département de Loir-et-Cher, en région Centre-Val de Loire.
Localisée au nord-ouest-sud-est du département, la commune fait partie de la petite région agricole « la Beauce », une vaste étendue de cultures céréalières, oléagineuses (colza) et protéagineuses (pois, féverolle, lupin), avec également de la betterave sucrière, et de la pomme de terre. Elle est drainée par la Houzé et par divers petits cours d'eau.
L'occupation des sols est marquée par l'importance des espaces agricoles et naturels qui occupent la quasi-totalité du territoire communal. Un espace naturel d'intérêt est présent sur la commune : un site natura 2000.  En 2010, l'orientation technico-économique de l'agriculture sur la commune est la culture des céréales et des oléoprotéagineux. À l'instar du département qui a vu disparaître le quart de ses exploitations en dix ans, le nombre d'exploitations agricoles a fortement diminué, passant de 84 en 1988, à 29 en 2000, puis à 25 en 2010.
Ses habitants s'appellent les Selommoises et les Selommois.
Le patrimoine architectural de la commune comprend deux bâtiments portés à l'inventaire des monuments historiques : le dolmen de Cornevache, classé en 1980, et l'église de la Sainte-Vierge de Selommes, inscrite en 1926.

## Géographie

### Localisation et communes limitrophes
La commune de Selommes se trouve au nord-ouest du département de Loir-et-Cher, dans la petite région agricole de la Beauce,. À vol d'oiseau, elle se situe à 21 km  de Blois, préfecture du département, à 10,4 km de Vendôme, sous-préfecture, et à 24,8 km de Montoire-sur-le-Loir, chef-lieu du canton de Montoire-sur-le-Loir dont dépend la commune depuis 2015. La commune fait en outre partie du bassin de vie de Vendôme.
Les communes les plus proches sont : Villemardy (2,3 km), Périgny (3,6 km), Villetrun (4,2 km), Villeromain (4,6 km), Coulommiers-la-Tour (5 km), Faye (5,4 km), Baigneaux (5,4 km), Rhodon (5,6 km)  et Rocé (6,8 km).

### Paysages et relief
Dans le cadre de la Convention européenne du paysage, adoptée le 20 octobre 2000 et entrée en vigueur en France le 1er juillet 2006, un atlas des paysages de Loir-et-Cher a été élaboré en 2010 par le CAUE de Loir-et-Cher, en collaboration avec la DIREN Centre (devenue DREAL en 2011), partenaire financier. Les paysages du département s'organisent ainsi en huit grands ensembles et 25 unités de paysage,. La commune fait partie de l'unité de paysage de « la Beauce ».
La fertile Beauce, qui couvre pas moins de six cent mille hectares, est un vaste plateau, essentiellement consacré aux grandes cultures (céréales, colza, betterave sucrière). En Loir-et-Cher, la Beauce s'avance jusqu'à Blois, bordée au nord par le Loir et au sud par la Loire, couvrant un septième du département. Ses paysages épurés et ouverts sur le ciel contrastent avec les vertes collines Percheronnes au nord et surtout avec les grandes forêts Solognotes au sud.
L'altitude du territoire communal varie de 107 mètres à 131 mètres,.

### Hydrographie

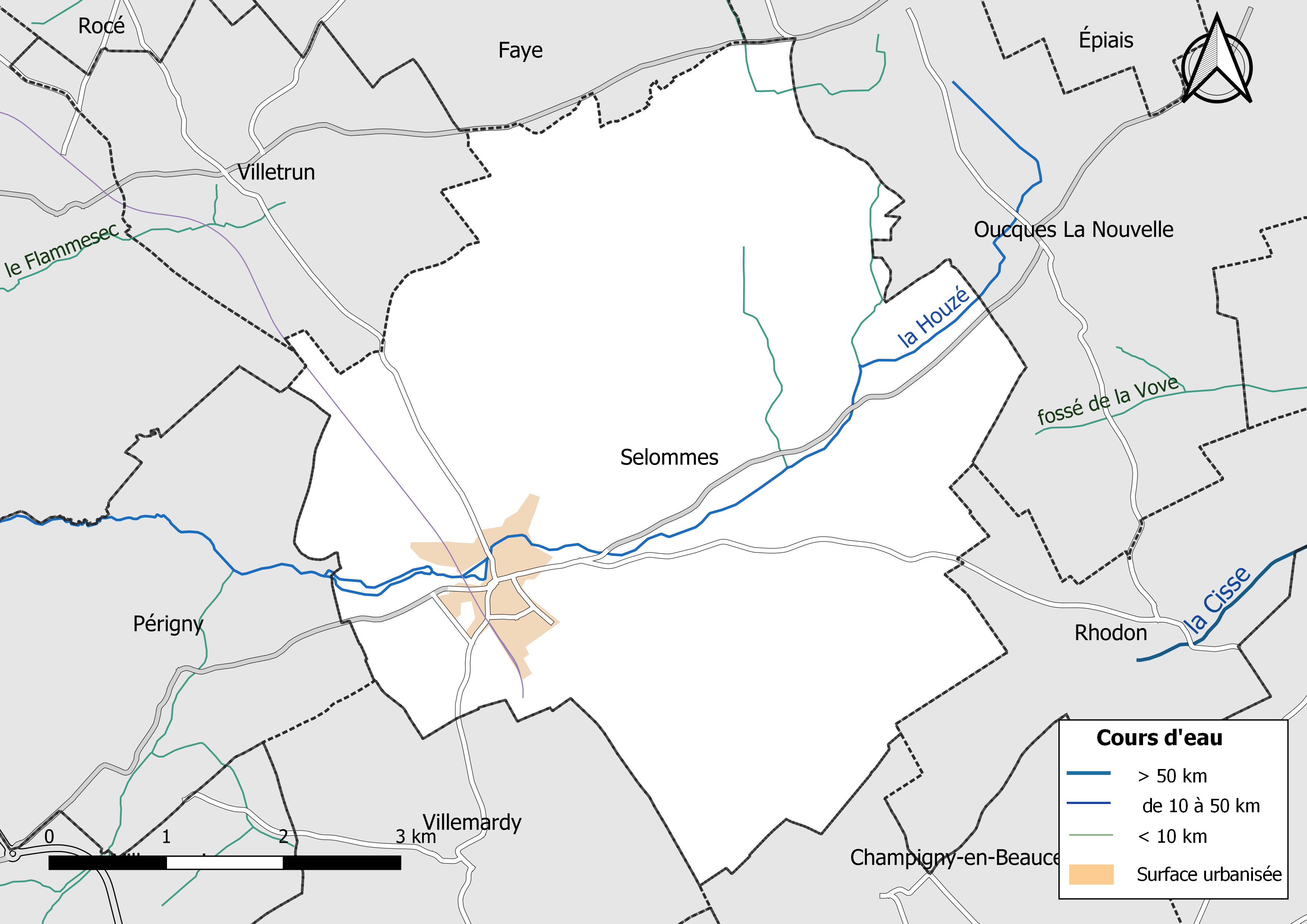
Réseau hydrographique de Selommes.

La commune est drainée par la Houzé (6,87 km) et par divers petits cours d'eau, constituant un réseau hydrographique de 12,78 km de longueur totale.
La Houzé traverse la commune en s'écoulant de l'est vers l'ouest. D'une longueur totale de 20,8 km, elle prend sa source dans la commune de Oucques la Nouvelle (Loir-et-Cher) et se jette  dans le Loir à Saint-Ouen (Loir-et-Cher), après avoir traversé 7 communes. 
Sur le plan piscicole, ce cours d'eau est classé en première catégorie, où le peuplement piscicole dominant est constitué de salmonidés (truite, omble chevalier, ombre commun, huchon).

### Climat
Pour des articles plus généraux, voir Climat du Centre-Val de Loire et Climat de Loir-et-Cher.
En 2010, le climat de la commune est de type climat océanique dégradé des plaines du Centre et du Nord, selon une étude du CNRS s'appuyant sur une série de données couvrant la période 1971-2000. En 2020, Météo-France publie une typologie des climats de la France métropolitaine dans laquelle la commune est exposée à un climat océanique altéré et est dans la région climatique Moyenne vallée de la Loire, caractérisée par une bonne insolation (1 850 h/an) et un été peu pluvieux.
Pour la période 1971-2000, la température annuelle moyenne est de 10,9 °C, avec une amplitude thermique annuelle de 15,2 °C. Le cumul annuel moyen de précipitations est de 633 mm, avec 10,4 jours de précipitations en janvier et 7 jours en juillet. Pour la période 1991-2020, la température moyenne annuelle observée sur la station météorologique de Météo-France la plus proche, « Blois », sur la commune de Villefrancœur à 7 km à vol d'oiseau, est de 11,8 °C et le cumul annuel moyen de précipitations est de 641,4 mm,. Pour l'avenir, les paramètres climatiques de la commune estimés pour 2050 selon différents scénarios d'émission de gaz à effet de serre sont consultables sur un site dédié publié par Météo-France en novembre 2022.

### Milieux naturels et biodiversité

#### Sites Natura 2000

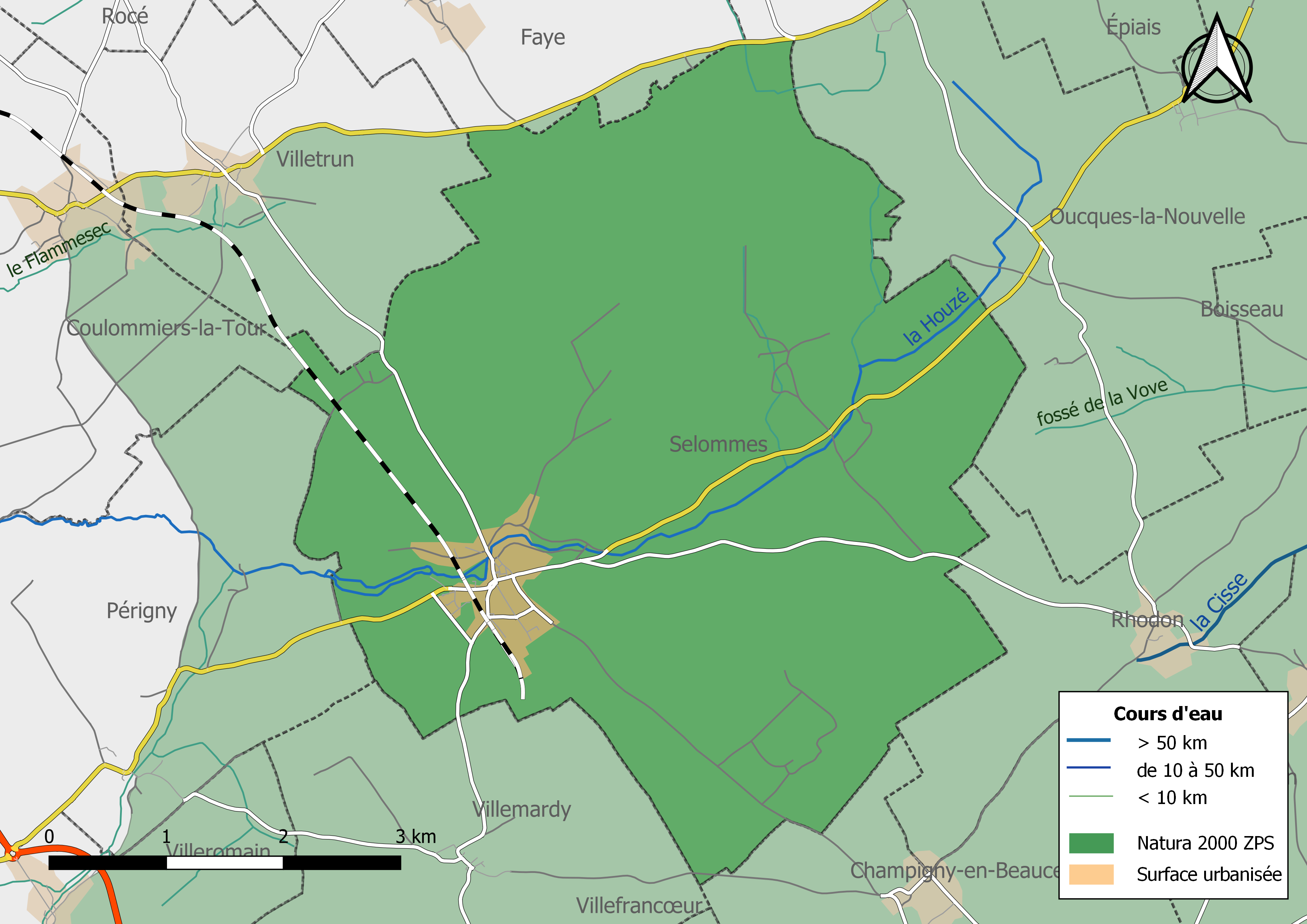
La totalité du territoire communal est incluse dans le site Natura 2000 la « Petite Beauce ».

Le réseau Natura 2000 est un réseau écologique européen de sites naturels d'intérêt écologique élaboré à partir des Directives « Habitats » et « Oiseaux ». Ce réseau est constitué de Zones spéciales de conservation (ZSC) et de Zones de protection spéciale (ZPS). Dans les zones de ce réseau, les États membres s'engagent à maintenir dans un état de conservation favorable les types d'habitats et d'espèces concernés, par le biais de mesures réglementaires, administratives ou contractuelles. L'objectif est de promouvoir une gestion adaptée des habitats tout en tenant compte des exigences économiques, sociales et culturelles, ainsi que des particularités régionales et locales de chaque État membre. Les activités humaines ne sont pas interdites, dès lors que celles-ci ne remettent pas en cause significativement l'état de conservation favorable des habitats et des espèces concernés. La totalité du territoire communal est incluse dans le site Natura 2000 : 
la « Petite Beauce », d'une superficie de 52 565 ha.

## Urbanisme

### Typologie
Au 1er janvier 2024, Selommes est catégorisée commune rurale à habitat dispersé, selon la nouvelle grille communale de densité à sept niveaux définie par l'Insee en 2022.
Elle est située hors unité urbaine. Par ailleurs la commune fait partie de l'aire d'attraction de Vendôme, dont elle est une commune de la couronne,. Cette aire, qui regroupe 57 communes, est catégorisée dans les aires de moins de 50 000 habitants,.

## Histoire
Préhistoire
Le dolmen de Cornevache atteste que le territoire de la commune était habité au moins depuis la période néolithique

### Révolution française et Empire

#### Nouvelle organisation territoriale
Le décret de l'Assemblée nationale du 12 novembre 1789 décrète qu'« il y aura une municipalité dans chaque ville, bourg, paroisse ou communauté de campagne », mais ce n'est qu'avec le décret de la Convention nationale du 10 brumaire an II (31 octobre 1793) que la paroisse de Selommes devient formellement « commune de Selommes »,.
En 1790, dans le cadre de la création des départements, la municipalité est rattachée au canton de Selommes et au district de Vendôme. Les cantons sont supprimés, en tant que découpage administratif, par une loi du 26 juin 1793, et ne conservent qu'un rôle électoral, permettant l'élection des électeurs du second degré chargés de désigner les députés,. La Constitution du 5 fructidor an III, appliquée à partir de vendémiaire an IV (1795) supprime les districts, considérés comme des rouages administratifs liés à la Terreur, mais maintient les cantons qui acquièrent dès lors plus d'importance en retrouvant une fonction administrative. Enfin, sous le Consulat, un redécoupage territorial visant à réduire le nombre de justices de paix ramène le nombre de cantons en Loir-et-Cher de 33 à 24. Selommes est alors rattachée au canton de Selommes et à l'arrondissement de Vendôme par arrêté du 5 vendémiaire an X (26 septembre 1801),,. Cette organisation va rester inchangée pendant près de 150 ans.

### Époque contemporaine
À l'adresse suivante, vous aurez toute l'histoire de Selommes par l'abbé Brisset : 
http://jenore.pagesperso-orange.fr/Documents/Histoire%20de%20Selommes.pdf

## Politique et administration

### Découpage territorial
La commune de Selommes est membre de la communauté d'agglomération Territoires Vendômois, un établissement public de coopération intercommunale (EPCI) à fiscalité propre créé le 1er janvier 2017.
Elle est rattachée sur le plan administratif à l'arrondissement de Vendôme, au département de Loir-et-Cher et à la région Centre-Val de Loire, en tant que circonscriptions administratives. Sur le plan électoral, elle est rattachée au canton de Montoire-sur-le-Loir depuis 2015 pour l'élection des conseillers départementaux et à la troisième circonscription de Loir-et-Cher pour les élections législatives.

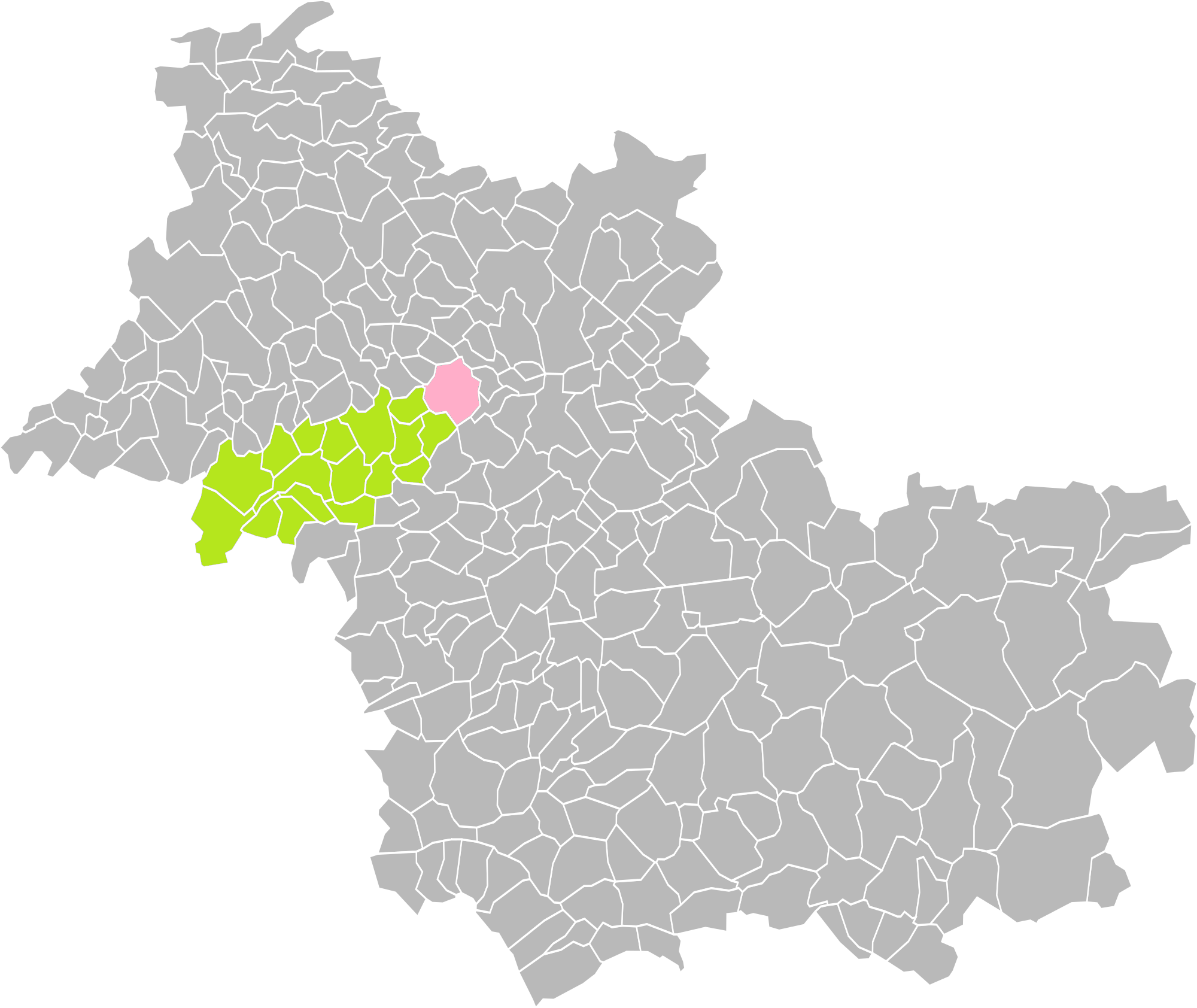
Selommes dans l'intercommunalité en 2016.
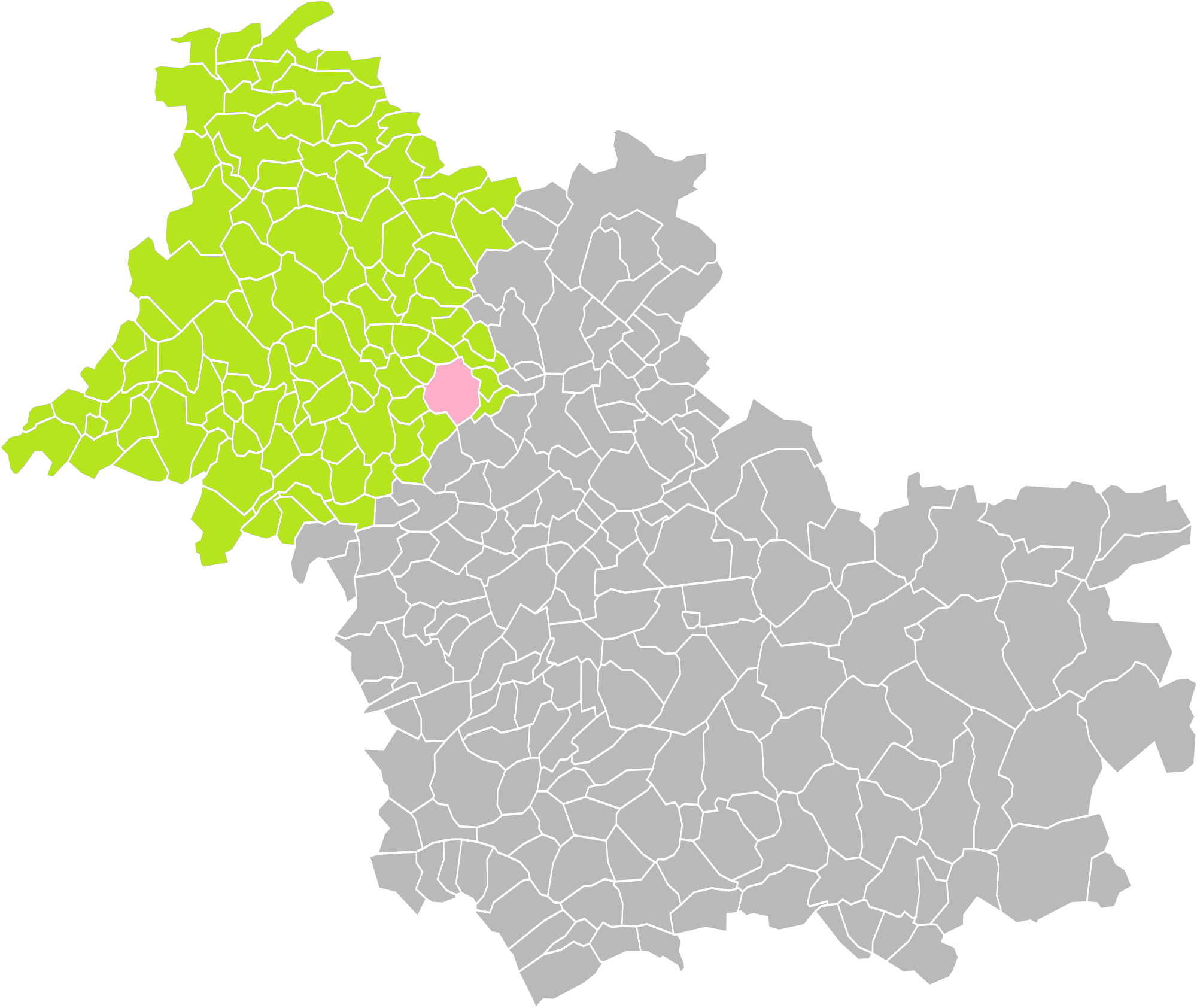
Selommes dans l'arrondissement de Vendôme en 2016.
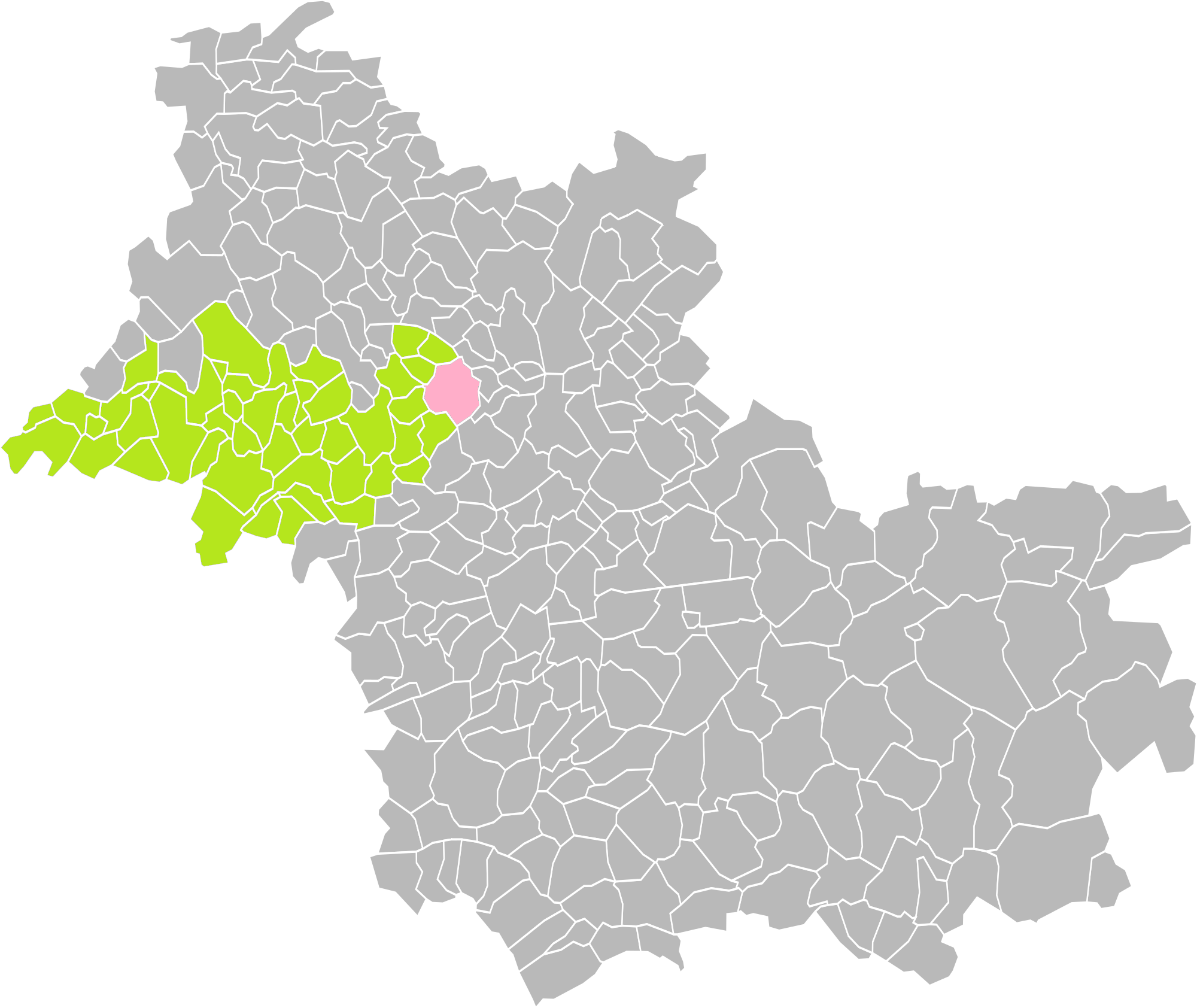
Selommes dans le canton de Montoire-sur-le-Loir en 2016.

### Politique et administration municipale

#### Conseil municipal et maire
Le conseil municipal de Selommes, commune de moins de 1 000 habitants, est élu au scrutin majoritaire plurinominal avec listes ouvertes et panachage. Compte tenu de la population communale, le nombre de sièges au conseil municipal est de 15. Le maire, à la fois agent de l'État et exécutif de la commune en tant que collectivité territoriale, est élu par le conseil municipal au scrutin secret lors de la première réunion du conseil suivant les élections municipales, pour un mandat de six ans, c'est-à-dire pour la durée du mandat du conseil.
| Période                                  | Période   | Identité                          | Étiquette | Qualité                           |
| ---------------------------------------- | --------- | --------------------------------- | --------- | --------------------------------- |
| 1793                                     | an IV     | Ferrand                           |           | Maire                             |
| an IV                                    | an VI     | Dallet                            |           | Maire                             |
| an VI                                    | an VIII   | Cornet                            |           | Maire                             |
| an VIII                                  | 1808      | André Cornet                      |           | Maire                             |
| 1808                                     | 1810      | Jacques-François Morin            |           | Maire                             |
| 1810                                     | 1816      | Etienne Norguet                   |           | Maire                             |
| 1816                                     | 1817      | Jacques-François Maurice          |           | Adjoint, fait fonction de maire   |
| 1817                                     | 1819      | Pierre-Etienne Montaru            |           | Maire                             |
| 1819                                     | 1822      | Jacques Ferrand                   |           | Maire                             |
| 1822                                     | 1826      | Jacques-François Maurice          |           | Maire                             |
| 1826                                     | 1834      | Jacques Ferrand                   |           | Maire                             |
| 1834                                     | 1848      | Jacques Pardessus                 |           | Maire                             |
| 1848                                     | 1848      | Jean-François Debenne             |           | Maire                             |
| 1848                                     | 1851      | Louis-Benoît-Napoléon Pollet      |           | Maire                             |
| 1851                                     | 1864      | Jacques Ferrand                   |           | Maire                             |
| 1864                                     | 1878      | Jacques Pardessus                 |           | Maire                             |
| 1878                                     | 1881      | Jacques-François-Eléonore Ferrand |           | Maire                             |
| 1881                                     | 1883      | Léopold Legou                     |           | Maire                             |
| 1883                                     | 1904      | Lazare Tricault                   |           | Maire                             |
| 1904                                     | 1908      | Tricault-Dallet                   |           | Maire                             |
| 1908                                     |           | Tricault-Bisson                   |           | Maire                             |
| mars 2001                                | mars 2008 | André Buisson                     | DVD       | Vice-président du conseil général |
| mars 2008                                | 2014      | Francis Druon                     | -         | Maire                             |
| mars 2014                                | En cours  | Claire Foucher-Maupetit           | DVD       | Conseillère départementale        |
| Les données manquantes sont à compléter. |           |                                   |           |                                   |

## Équipements et services

### Eau et assainissement
L'organisation de la distribution de l'eau potable, de la collecte et du traitement des eaux usées et pluviales relève des communes. La compétence eau et assainissement des communes est un service public industriel et commercial (SPIC).

#### Alimentation en eau potable
Le service d'eau potable comporte trois grandes étapes : le captage, la potabilisation et la distribution d'une eau potable conforme aux normes de qualité fixées pour protéger la santé humaine. En 2019, la commune est membre du syndicat intercommunal d'adduction d'eau potable de Selommes qui assure le service en le délégant à une entreprise privée, Suez dont le contrat arrive à échéance le 31 octobre 2028.

#### Assainissement des eaux usées
En 2019, la commune de Selommes gère le service d'assainissement collectif en régie directe, c'est-à-dire avec ses propres personnels, avec le statut de régie à autonomie financière.
Deux stations de traitement des eaux usées sont en service au 1er janvier 2019 sur le territoire communal : 
- « Les Pres De L'Arche », un équipement utilisant la technique des disques biologiques, avec prétraitement, dont la capacité est de 970 EH[47] ;
- « Les Pres De L Arche », un équipement utilisant la technique des disques biologiques, dont la capacité est de 1 200 EH, mis en service le 4 septembre 2012[48].

L'assainissement non collectif (ANC) désigne les installations individuelles de traitement des eaux domestiques qui ne sont pas desservies par un réseau public de collecte des eaux usées et qui doivent en conséquence traiter elles-mêmes leurs eaux usées avant de les rejeter dans le milieu naturel. La communauté d'agglomération Territoires Vendômois assure pour le compte de la commune le service public d'assainissement non collectif (SPANC), qui a pour mission de vérifier la bonne exécution des travaux de réalisation et de réhabilitation, ainsi que le bon fonctionnement et l'entretien des installations.

### Sécurité, justice et secours
La sécurité de la commune est assurée par la brigade de gendarmerie de Selommes qui dépend du groupement de gendarmerie départementale de Loir-et-Cher installé à Blois.
En matière de justice, Selommes relève du conseil de prud'hommes de Blois, de la Cour d'appel d'Orléans (juridiction de Blois), de la Cour d'assises de Loir-et-Cher, du tribunal administratif de Blois, du tribunal de commerce de Blois et du tribunal judiciaire de Blois.

## Population et société

### Démographie

#### Évolution démographique
L'évolution du nombre d'habitants est connue à travers les recensements de la population effectués dans la commune depuis 1793. Pour les communes de moins de 10 000 habitants, une enquête de recensement portant sur toute la population est réalisée tous les cinq ans, les populations de référence des années intermédiaires étant quant à elles estimées par interpolation ou extrapolation. Pour la commune, le premier recensement exhaustif entrant dans le cadre du nouveau dispositif a été réalisé en 2006.

En 2022, la commune comptait 795 habitants, en évolution de −2,57 % par rapport à 2016 (Loir-et-Cher : −1,15 %, France hors Mayotte : +2,11 %).
| 1793 | 1800 | 1806 | 1821 | 1831 | 1836 | 1841 | 1846 | 1851 |
| ---- | ---- | ---- | ---- | ---- | ---- | ---- | ---- | ---- |
| 662  | 633  | 653  | 689  | 749  | 725  | 717  | 801  | 881  |

| 1856 | 1861 | 1866 | 1872 | 1876 | 1881 | 1886 | 1891 | 1896 |
| ---- | ---- | ---- | ---- | ---- | ---- | ---- | ---- | ---- |
| 844  | 846  | 874  | 796  | 814  | 860  | 855  | 862  | 834  |

| 1901 | 1906 | 1911 | 1921 | 1926 | 1931 | 1936 | 1946 | 1954 |
| ---- | ---- | ---- | ---- | ---- | ---- | ---- | ---- | ---- |
| 846  | 850  | 843  | 763  | 757  | 766  | 750  | 719  | 731  |

| 1962 | 1968 | 1975 | 1982 | 1990 | 1999 | 2006 | 2011 | 2016 |
| ---- | ---- | ---- | ---- | ---- | ---- | ---- | ---- | ---- |
| 730  | 714  | 705  | 720  | 734  | 758  | 851  | 835  | 816  |

| 2021 | 2022 | - | - | - | - | - | - | - |
| ---- | ---- | - | - | - | - | - | - | - |
| 801  | 795  | - | - | - | - | - | - | - |

#### Pyramide des âges
La population de la commune est relativement jeune.
En 2018, le taux de personnes d'un âge inférieur à 30 ans s'élève à 33,2 %, soit au-dessus de la moyenne départementale (31,3 %). À l'inverse, le taux de personnes d'âge supérieur à 60 ans est de 26,8 % la même année, alors qu'il est de 31,6 % au niveau départemental.
En 2018, la commune comptait 400 hommes pour 412 femmes, soit un taux de 50,74 % de femmes, légèrement inférieur au taux départemental (51,45 %).
Les pyramides des âges de la commune et du département s'établissent comme suit.
| Hommes | Classe d’âge | Femmes |
| ------ | ------------ | ------ |
| 0,5    | 90 ou +      | 5,6    |
| 8,8    | 75-89 ans    | 12,5   |
| 13,1   | 60-74 ans    | 13,2   |
| 22,2   | 45-59 ans    | 20,4   |
| 18,6   | 30-44 ans    | 18,7   |
| 16,1   | 15-29 ans    | 12,0   |
| 20,7   | 0-14 ans     | 17,7   |

| Hommes | Classe d’âge | Femmes |
| ------ | ------------ | ------ |
| 1,1    | 90 ou +      | 2,6    |
| 9,2    | 75-89 ans    | 11,9   |
| 19,7   | 60-74 ans    | 20,4   |
| 20,7   | 45-59 ans    | 20     |
| 16,5   | 30-44 ans    | 16,2   |
| 15,2   | 15-29 ans    | 13,2   |
| 17,6   | 0-14 ans     | 15,7   |

## Économie

### Secteurs d'activité
Le tableau ci-dessous détaille le nombre d'entreprises implantées à Selommes selon leur secteur d'activité et le nombre de leurs salariés :
|                                                              | total | % com (% dep) | 0 salarié | 1 à 9 salarié(s) | 10 à 19 salariés | 20 à 49 salariés | 50 salariés ou plus |
| ------------------------------------------------------------ | ----- | ------------- | --------- | ---------------- | ---------------- | ---------------- | ------------------- |
| Ensemble                                                     | 76    | 100,0 (100)   | 59        | 15               | 1                | 1                | 0                   |
| Agriculture, sylviculture et pêche                           | 28    | 36,8 (11,8)   | 26        | 2                | 0                | 0                | 0                   |
| Industrie                                                    | 4     | 5,3 (6,5)     | 1         | 3                | 0                | 0                | 0                   |
| Construction                                                 | 6     | 7,9 (10,3)    | 4         | 2                | 0                | 0                | 0                   |
| Commerce, transports, services divers                        | 29    | 38,2 (57,9)   | 23        | 6                | 0                | 0                | 0                   |
| dont commerce et réparation automobile                       | 6     | 7,9 (17,5)    | 5         | 1                | 0                | 0                | 0                   |
| Administration publique, enseignement, santé, action sociale | 9     | 11,8 (13,5)   | 5         | 2                | 1                | 1                | 0                   |
| Champ : ensemble des activités.                              |       |               |           |                  |                  |                  |                     |

Le secteur du commerce, transports et services divers est prépondérant sur la commune (29 entreprises sur 76) néanmoins le secteur agricole reste important puisqu'en proportions (36,8 %), il est plus important qu'au niveau départemental (11,8 %).
Sur les 76 entreprises implantées à Selommes en 2016, 59 ne font appel à aucun salarié, 15 comptent 1 à 9 salariés, 1 emploie entre 10 et 19 personnes et 1 emploie entre 20 et 49 personnes.
Au 1er juillet 2017, la commune est classée en zone de revitalisation rurale (ZRR), un dispositif visant à aider le développement des territoires ruraux principalement à travers des mesures fiscales et sociales. Des mesures spécifiques en faveur du développement économique s'y appliquent également

### Agriculture
En 2010, l'orientation technico-économique de l'agriculture sur la commune est la culture de céréales et d'oléoprotéagineux (COP). Le département a perdu près d'un quart de ses exploitations en 10 ans, entre 2000 et 2010 (c'est le département de la région Centre-Val de Loire qui en compte le moins). Cette tendance se retrouve également au niveau de la commune où le nombre d'exploitations est passé de 47 en 1988 à 29 en 2000 puis à 25 en 2010. Parallèlement, la taille de ces exploitations augmente, passant de 53 ha en 1988 à 118 ha en 2010. 
Le tableau ci-dessous présente les principales caractéristiques des exploitations agricoles de Selommes, observées sur une période de 22 ans : 
|                                      | 1988                 | 2000                 | 2010                 |
| Dimension économique                 | Dimension économique | Dimension économique | Dimension économique |
| ------------------------------------ | -------------------- | -------------------- | -------------------- |
| Nombre d'exploitations (u)           | 47                   | 29                   | 25                   |
| Travail (UTA)                        | 52                   | 28                   | 26                   |
| Surface agricole utilisée (ha)       | 2 514                | 2 477                | 2 962                |
| Cultures                             |                      |                      |                      |
| Terres labourables (ha)              | 2 494                | 2 468                | 2 961                |
| Céréales (ha)                        | 1859                 | 1856                 | 1998                 |
| dont blé tendre (ha)                 | 967                  | 1039                 | 804                  |
| dont maïs-grain et maïs-semence (ha) | 148                  | 119                  | 82                   |
| Tournesol (ha)                       | 382                  | 77                   | 140                  |
| Colza et navette (ha)                | 150                  | 238                  | 561                  |
| Élevage                              |                      |                      |                      |
| Cheptel (UGBTA)                      | 215                  | 350                  | 533                  |

.

#### Produits labellisés
Le territoire de la commune est intégré aux aires de productions de divers produits bénéficiant d'une indication géographique protégée (IGP) : le vin Val-de-loire, les volailles de l’Orléanais et les volailles du Maine,.

## Culture locale et patrimoine

### Lieux et monuments
- Dolmen de Cornevache : dolmen néolithique classé au titre des monuments historiques par arrêté du 31 mars 1980[70].
- Église de la Sainte-Vierge de Selommes

### Sport
- US Selommes, club de football fondé en 1923.

Il est connu à travers le département de Loir-et-Cher pour son nombre de licenciés depuis une vingtaine d'années. Par ailleurs, l'équipe première a évolué au niveau régional dans les années 80 et 90, fait notable pour une ville de moins de 1000 habitants. En 2015, le président est M. Anglarex et l'entraîneur M. Papin. En 2015, le club compte 13 équipe jeunes.
U7 : 10 joueurs - 1 équipe à 5 joueurs engagée.
U9 : 23 joueurs - 3 équipes à 8 joueurs engagées.
U11 : 19 joueurs - 3 équipes à 8 joueurs engagées.
U13 : 22 joueurs - 3 équipes à 8 joueurs engagées (entente avec Oucques).
U15 : 18 joueurs - 2 équipes à 11 joueurs engagées (entente avec Oucques).
U18 - 19 joueurs - 1 équipe à 11 joueurs engagée (entente avec Oucques et Marchenoir).
En sénior, 3 équipe sont engagées dont une en 2e division, une en 4e division et la dernière en 5e division.

### Héraldique
|  | Les armoiries de Selommes se blasonnent ainsi : D'argent aux trois anilles de sable. |

### Habitat et logement
Le tableau ci-dessous présente la typologie des logements à Selommes en 2016 en comparaison avec celle du Loir-et-Cher et de la France entière. Une caractéristique marquante du parc de logements est ainsi la faible proportion des résidences secondaires et logements occasionnels (2,7 %) par rapport au département (18 %) et à la France entière (9,6 %). Concernant le statut d'occupation de ces logements, 78,0 % des habitants de la commune sont propriétaires de leur logement (75,9 % en 2011), contre 68,1 % pour le Loir-et-Cher et 57,6 pour la France entière.
|                                                         | Selommes | Loir-et-Cher | France entière |
| ------------------------------------------------------- | -------- | ------------ | -------------- |
| Résidences principales (en %)                           | 84,4     | 74,5         | 82,3           |
| Résidences secondaires et logements occasionnels (en %) | 2,7      | 18           | 9,6            |
| Logements vacants (en %)                                | 12,9     | 7,5          | 8,1            |

### Risques majeurs
Le territoire communal de Selommes est vulnérable à différents aléas naturels :  climatiques (hiver exceptionnel ou canicule), mouvements de terrains ou sismique (sismicité très faible). 
Il est également exposé à un risque technologique :  le transport de matières dangereuses,.

#### Risques naturels
Les mouvements de terrains susceptibles de se produire sur la commune sont liés au retrait-gonflement des argiles. Le phénomène de retrait-gonflement des argiles est la conséquence d'un changement d'humidité des sols argileux. Les argiles sont capables de fixer l'eau disponible mais aussi de la perdre en se rétractant en cas de sécheresse. Ce phénomène peut provoquer des dégâts très importants sur les constructions (fissures, déformations des ouvertures) pouvant rendre inhabitables certains locaux. La carte de zonage de cet aléa peut être consultée sur le site de l'observatoire national des risques naturels Georisques.

#### Risques technologiques
Le risque de transport de marchandises dangereuses sur la commune est lié à sa traversée par une canalisation de transport de gaz. Un accident se produisant sur une telle infrastructure est en effet susceptible d'avoir des effets graves au bâti ou aux personnes jusqu'à 350 m, selon la nature du matériau transporté. Des dispositions d'urbanisme peuvent être préconisées en conséquence.